# Kata Ton Daimona Eaytoy
Kata Ton Daimona Eaytoy (греч. Κατά τον δαίμονα εαυτού — «Победи демона внутри себя») — одиннадцатый полноформатный студийный альбом греческой дарк/блэк/готик-метал группы Rotting Christ, вышедший в 2013 году.
Альбом пропитан этническим звучанием древних культур и отсылает слушателя к мифологии различных народов — славян, инков, майя и греков, являя собой логичное продолжение предыдущих работ коллектива — Theogonia и Aealo.
Название альбома повторяет эпитафию на могиле Джима Моррисона в Париже, выполненную на греческом языке

## Список композиций
Слова и музыка всех песен — Сакис Толис, кроме «Cine iubește și lasă» —  румынской народной песни.
| №   | Название                      | Длительность |
| --- | ----------------------------- | ------------ |
| 1.  | «In Yumen/Xibalba»            | 6:24         |
| 2.  | «P'unchaw kachun/Tuta kachun» | 4:44         |
| 3.  | «Grandis Spiritus Diavolos»   | 5:52         |
| 4.  | «Κατά τον δαίμονα εαυτού»     | 4:52         |
| 5.  | «Cine iubește și lasă»        | 5:58         |
| 6.  | «Iwa Voodoo»                  | 4:36         |
| 7.  | «Gilgameš»                    | 4:02         |
| 8.  | «Русалка»                     | 4:33         |
| 9.  | «Ahura Mazdā/Aŋra Mainiuu»    | 4:44         |
| 10. | «χξϛʹ»                        | 5:46         |

- Примечание: «χξϛʹ» — число «666» в греческой системе счисления

## Участники записи
- Сакис Толис — гитары, вокал, бас, клавишные
- Темис Толис — барабаны

### Приглашённые музыканты
- Georgis Nikas — волынка
- Babis Alexandropoulos, Alexandros Loutriotis, Theodoros Aivaliotis, Giannis Stamatakis, Androniki Skoula — хор
- Eleni Vougioukli — клавишные (композиция 5), вокал (композиция 9)
- Suzana Vougioukli — вокал (композиции 5 и 9)
- George Emmanuel — соло-гитара (композиция 7)